# Kašna Žumberák
Kašna Žumberák je renesanční kamenná kašna v Hustopečích z roku 1595, nacházející se na Dukelském náměstí. Kašna sloužila jako jeden z mála vydatných zdrojů pitné vody, přiváděné dřevěným potrubím z nedalekého návrší. Uprostřed kašny je sousoší Tritóna s delfíny. Vodní muž v životní velikosti drží velkou amforu z níž tryská voda. Kašna je místně známá pod jménem Žumberák což mělo pocházet podle názvu kopce Shönberg-Sumperk, nebo také podle ochránce země proti Turkům.

## Galerie

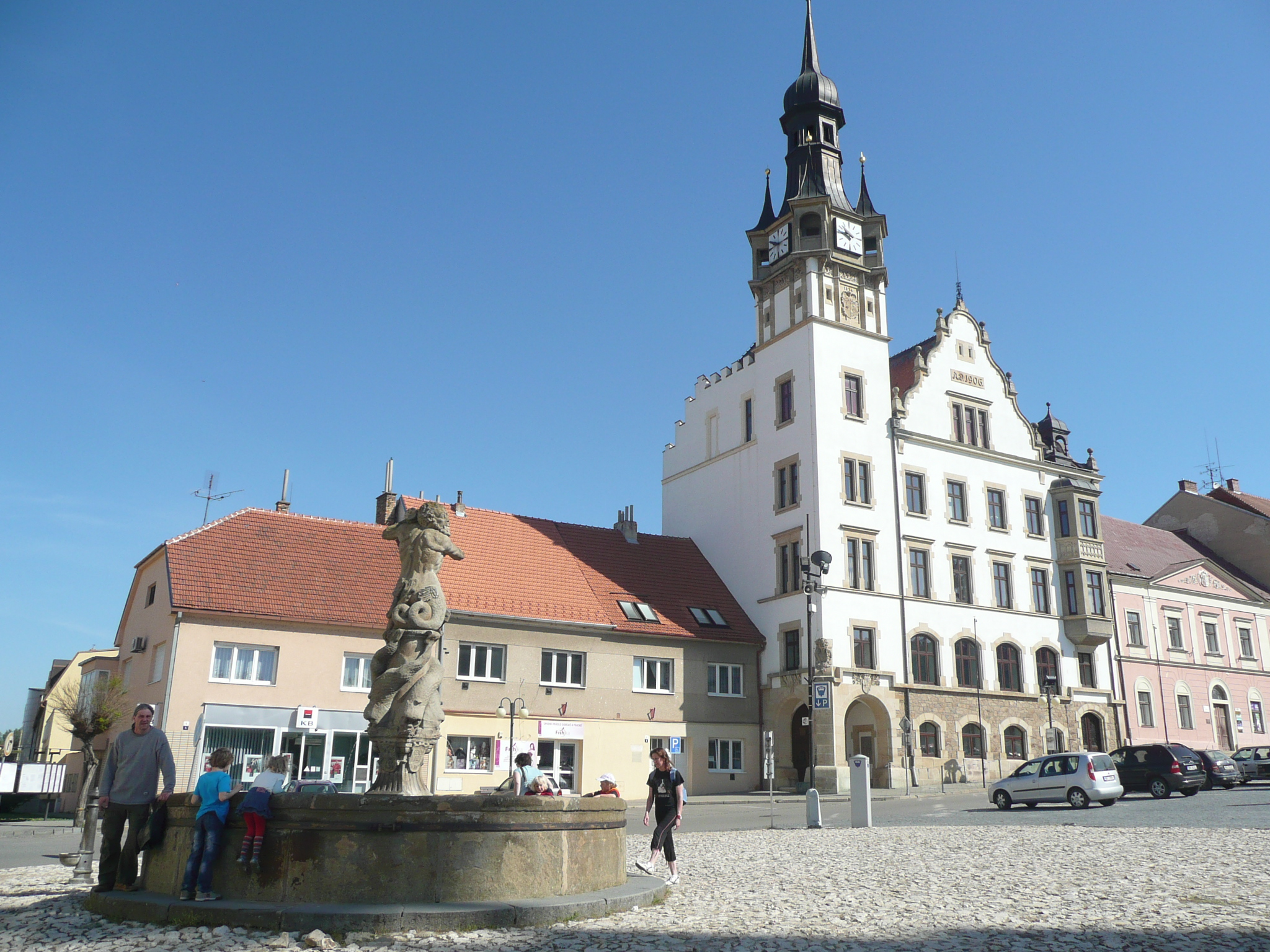
Kašna s radnicí
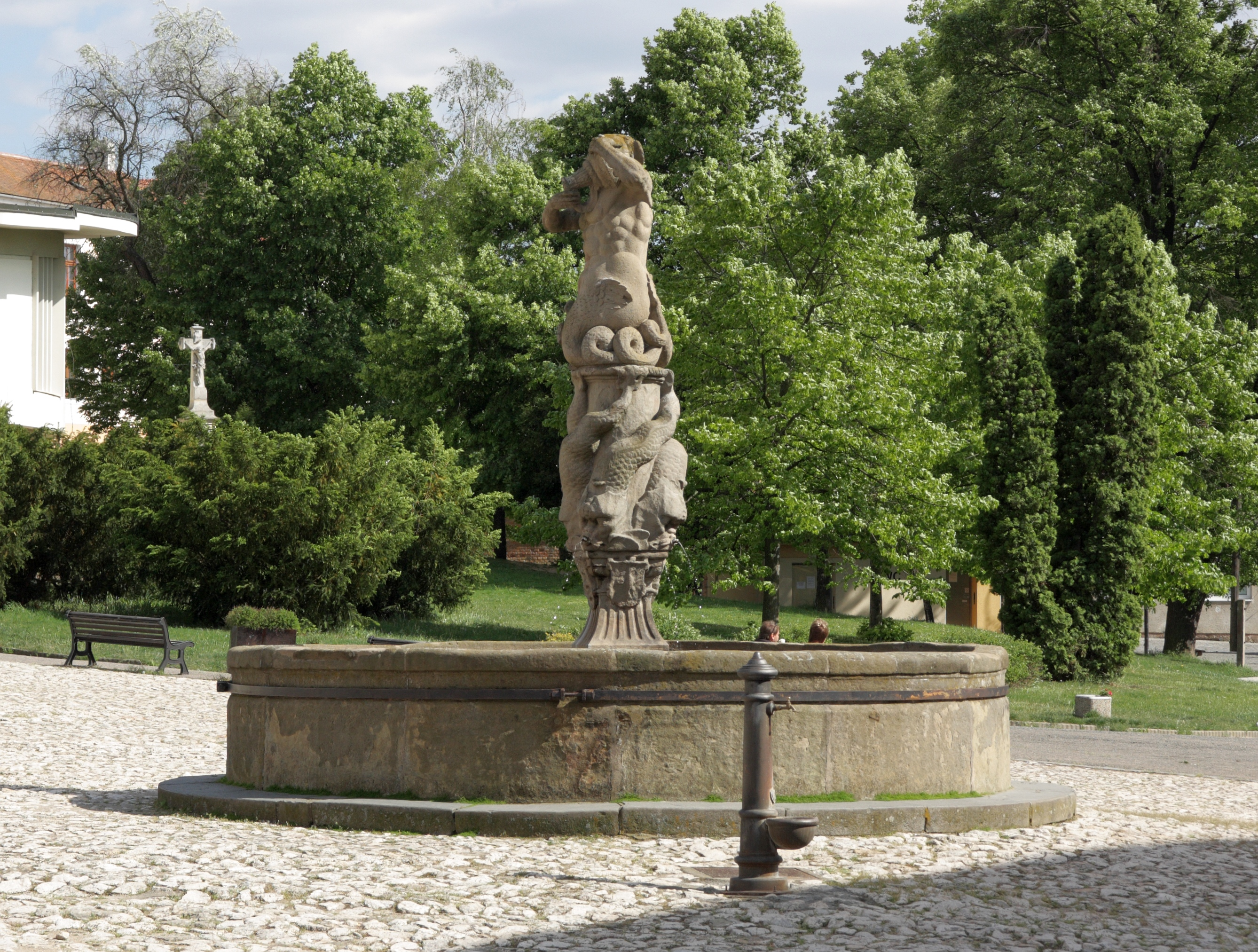
Kašna se sochou Tritona
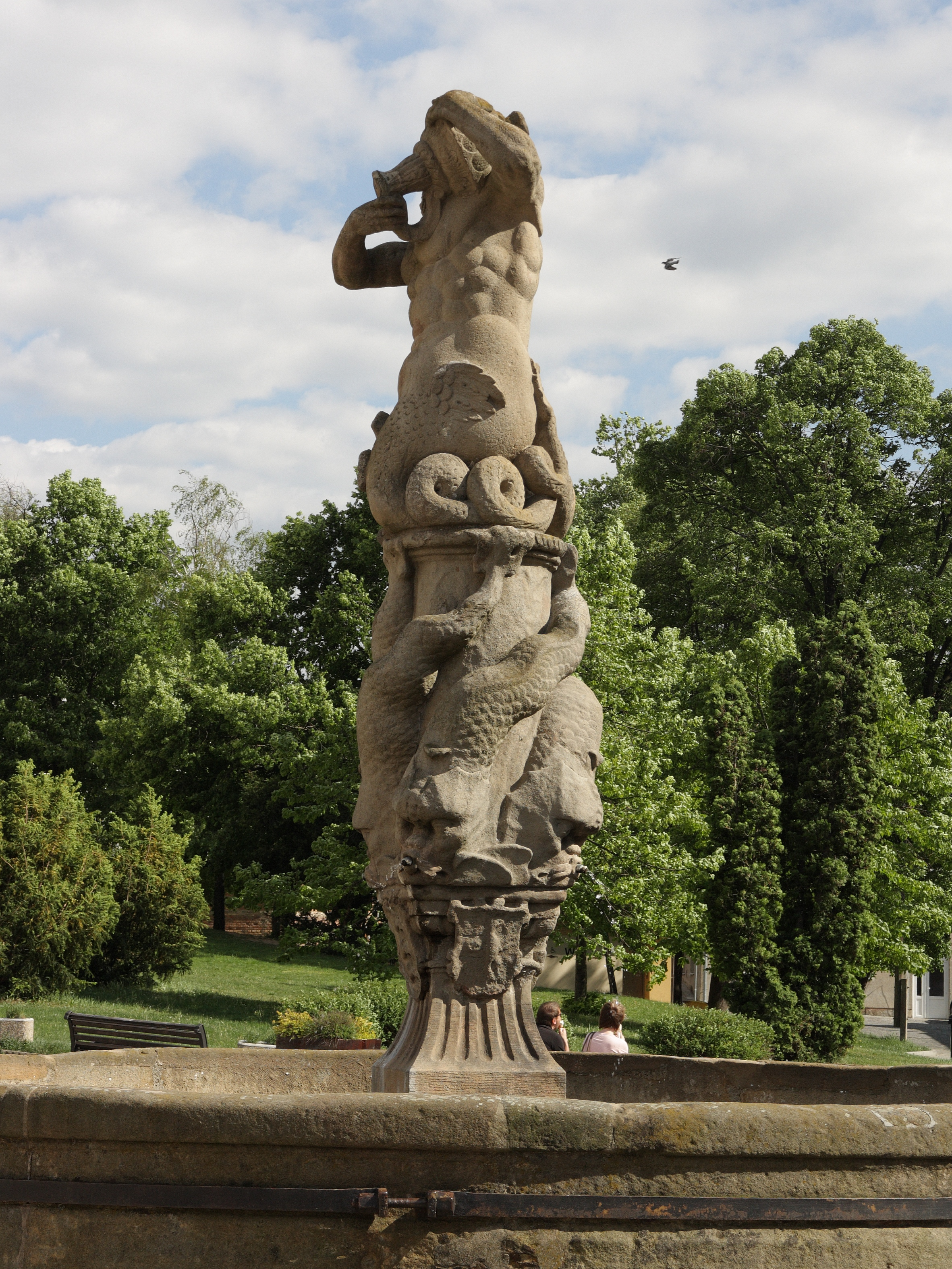
Přední detail kašny
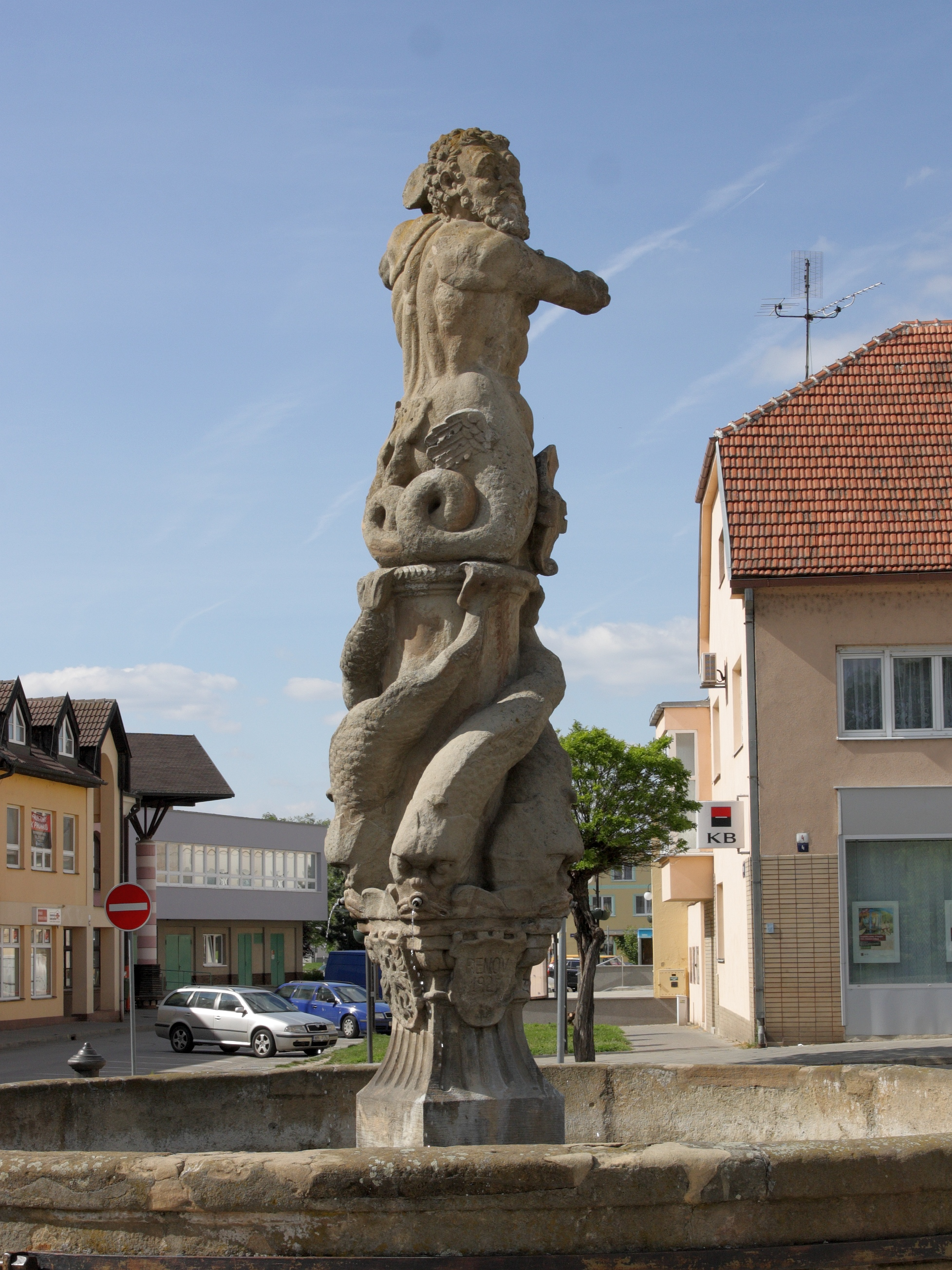
Zadní detail kašny
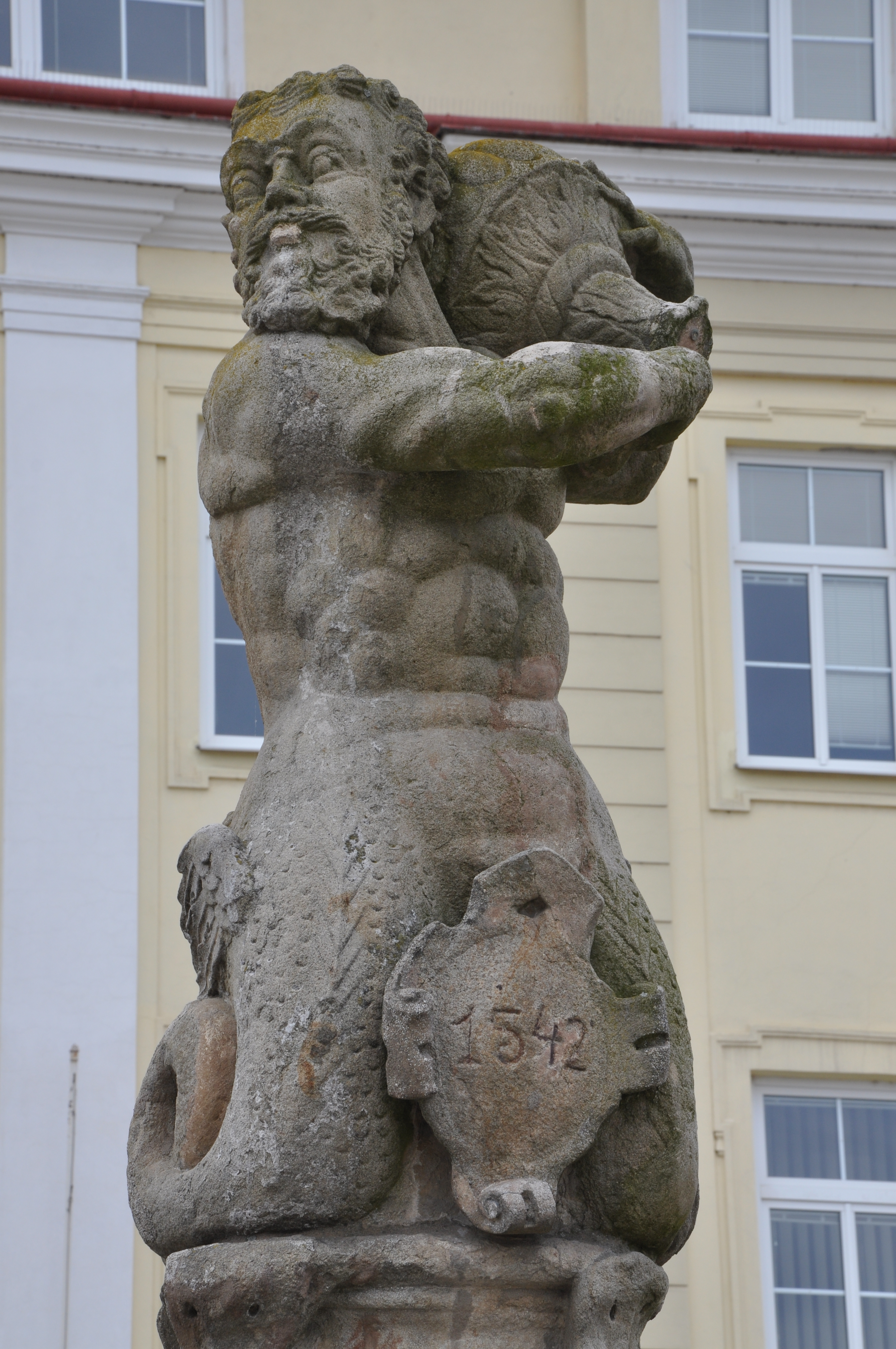
socha Tritóna